# Aucklandia costus
Aucklandia costus Falc., 1841 è una specie di pianta della famiglia delle Asteraceae. Questa specie è anche l'unica del genere Aucklandia Falc., 1841.

## Descrizione
Comprende piante erbacee perenni anche arbustive, non spinose (altezza massima 0,3 - 2 metri). I fusti sono eretti, robusti e a sezione trasversale cavi. Nelle radici sono sempre presenti dei condotti resinosi, meno frequenti nelle parti aeree; mentre solamente nelle parti aeree sono presenti delle cellule latticifere.
Le foglie lungo il fusto sono disposte in modo alterno. La lamina di quelle basali è grande, il contorno è lirato leggermente lobate oppure sono intere; le altre sono cordate con forme da triangolare-ovata a ovata. Il picciolo è alato.
Le infiorescenze sono composte da grandi capolini in raggruppamenti alla fine del fusto. I capolini contengono solo fiori tubulosi e sono formati da un involucro a forma emisferica composto da brattee (o squame) all'interno delle quali un ricettacolo fa da base ai fiori. Le squame dell'involucro, di tipo fogliaceo e di aspetto nerastro con forme da strettamente ovato-ellittiche a lineari e apice acuminato (spesso la parte terminale è riflessa), sono disposte su più serie in modo embricato. Il ricettacolo a protezione della base dei fiori è provvisto di molte setole lunghe e subulate.
I fiori tubulosi sono tetra-ciclici (ossia sono presenti 4 verticilli: calice – corolla – androceo – gineceo) e pentameri (ogni verticillo ha 5 elementi). I fiori sono ermafroditi e actinomorfi.
- Formula fiorale:

- /x K {\displaystyle \infty }, [C (5), A (5)], G 2 (infero), achenio

- Calice: i sepali del calice sono ridotti ad una coroncina di squame.
- Corolla: la corolla ha un lungo tubo quanto la parte terminale ed è glabra.
- Androceo: gli stami sono 5 con filamenti liberi, glabri e distinti, mentre le antere, provviste di appendici lacerate e lanose, sono saldate in un manicotto (o tubo) circondante lo stilo.[10]
- Gineceo: lo stilo è filiforme;  gli stigmi dello stilo sono due divergenti. L'ovario è infero uniloculare formato da 2 carpelli.

Il frutto è un achenio con un pappo. Gli acheni sono più o meno cilindrici con superficie glabra e rugosa; nella parte apicale è presente un anello tipo corona. Il pericarpo dell'achenio possiede delle sclerificazioni radiali spesso provviste di protuberanze. Il pappo, omomorfo, formato da setole è inserito su una piastra apicale all'interno di una anello di tessuto parenchimatico. Le setole, colorate da paglierino a brunastro, sono disposte su una sola serie e sono piumose, appiattite e connate basalmente in un anello caduco.

## Biologia
- Impollinazione: l'impollinazione avviene tramite insetti (impollinazione entomogama).
- Riproduzione: la fecondazione avviene fondamentalmente tramite l'impollinazione dei fiori (vedi sopra).
- Dispersione: i semi cadendo a terra (dopo essere stati trasportati per alcuni metri dal vento per merito del pappo – disseminazione anemocora) sono successivamente dispersi soprattutto da insetti tipo formiche (disseminazione mirmecoria).

## Distribuzione
La specie di questa voce si trova in Asia orientale.

## Tassonomia
La famiglia di appartenenza di questa voce (Asteraceae o Compositae, nomen conservandum) probabilmente originaria del Sud America, è la più numerosa del mondo vegetale, comprende oltre 23.000 specie distribuite su 1.535 generi, oppure 22.750 specie e 1.530 generi secondo altre fonti (una delle checklist più aggiornata elenca fino a 1.679 generi). La famiglia attualmente (2021) è divisa in 16 sottofamiglie.
La tribù Cardueae (della sottofamiglia Carduoideae) a sua volta è suddivisa in 12 sottotribù (la sottotribù Saussureinae è una di queste).

### Filogenesi
Le specie di questo genere in precedenti trattamenti erano descritte all'interno del gruppo informale (provvisorio da un punto di vista tassonomico) "Jurinea-Saussurea Group". In questo gruppo erano descritti principalmente quattro generi: Dolomiaea, Jurinea, Polytaxis e Saussurea. In seguito ad ulteriori ricerche e analisi di tipo filogenetico, allorquando il gruppo ha acquisito la sua denominazione definitiva di sottotribù, si sono aggiunti altri nuovi generi. Uno di questi è il genere di questa voce che in precedenza era descritto all'interno del genere Saussurea.
Nell'ambito della sottotribù questo genere occupa una posizione più o meno "basale" e con il genere Frolovia (DC.) Lipsch. forma un "gruppo fratello". È inoltre vicino (da un punto di vista filogenetico) al genere Dolomiaea. In precedenza alcuni studi lo avevano messo in sinonimia con il genere Saussurea.

### Sinonimi
Alcuni sinonimi:
- Aplotaxis lappa Decne.
- Aucklandia lappa  (Decne.) Decne.
- Saussurea costus  (Falc.) Lipsch.
- Saussurea lappa  (Decne.) Sch.Bip.
- Theodorea costus  (Falc.) Kuntze